# Васильевка (сельское поселение Васильевка)
Васильевка — деревня в Шенталинском районе Самарской области, административный центр сельского поселения Васильевка.

## География
Находится на расстоянии примерно 17 километров по прямой на юг-юго-восток от районного центра станции Шентала.

## Население
Постоянное население составляло 290 человек (русские 29%, мордва 51%) в 2002 году, 223 в 2010 году.